# Tibeti cinege
A tibeti cinege (Poecile superciliosus) a verébalakúak (Passeriformes) rendjébe, ezen belül a cinegefélék (Paridae) családjába tartozó faj.

## Rendszerezése
A fajt Nyikolaj Mihajlovics Przsevalszkij orosz tábornok, geográfus, utazó és felfedező írta le 1876-ban. Sorolták a Parus nembe Parus superciliosus néven is.

## Előfordulása
Kína és Tibet területén honos. Természetes élőhelyei a szubtrópusi vagy trópusi hegyi esőerdők és magaslati cserjések. Állandó, nem vonuló faj.

## Megjelenése
Testhossza 13.5–14 centiméter, testtömege 10–12 gramm.

## Természetvédelmi helyzete
Az elterjedési területe nagyon nagy, egyedszáma pedig stabil. A Természetvédelmi Világszövetség Vörös listáján nem fenyegetett fajként szerepel.